# آندرئاس پترمان
آندرئاس پترمان (انگلیسی: Andreas Petermann؛ زادهٔ ۷ ژوئن ۱۹۵۷) دوچرخه‌سوار اهل آلمان است.
وی در مسابقات کشوری و بین‌المللی در مجموع برندهٔ ۱ مدال طلا شده‌است.